# El-Kanemi Stadium
El-Kanemi Stadium – wielofunkcyjny stadion w mieście Maiduguri w Nigerii.
Najczęściej używany jest jako stadion piłkarski, a swoje mecze rozgrywa na nim drużyna El-Kanemi Warriors. Stadion może pomieścić 10 tysięcy widzów.